# Acanalonia viridis
Acanalonia viridis är en insektsart som beskrevs av Melichar 1901. Acanalonia viridis ingår i släktet Acanalonia och familjen Acanaloniidae. Inga underarter finns listade i Catalogue of Life.